# Gurna

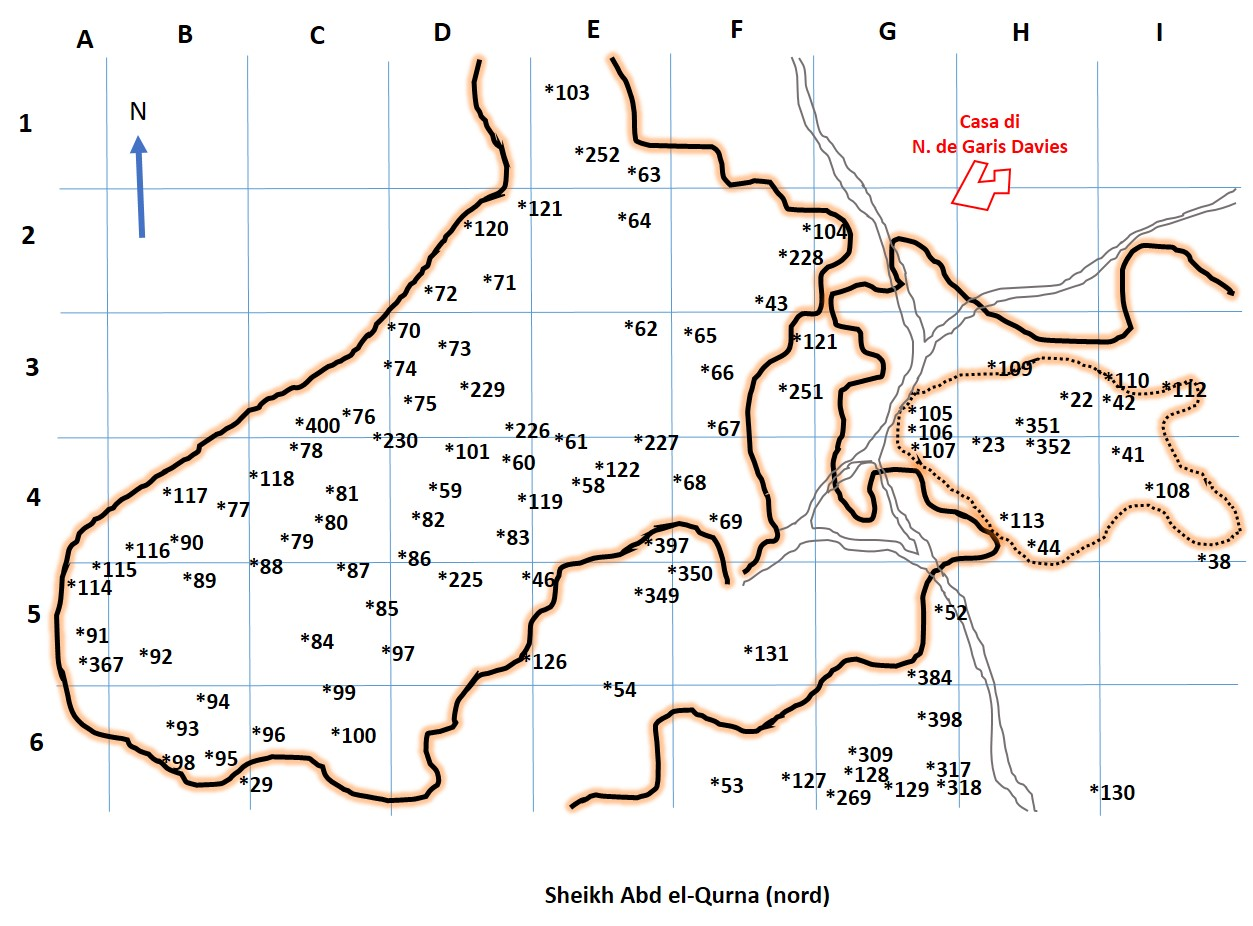
Planimetria schematica dell'area di Sheikh Abd el-Qurna (area nord) con l'indicazione delle Tombe dei Nobili presenti
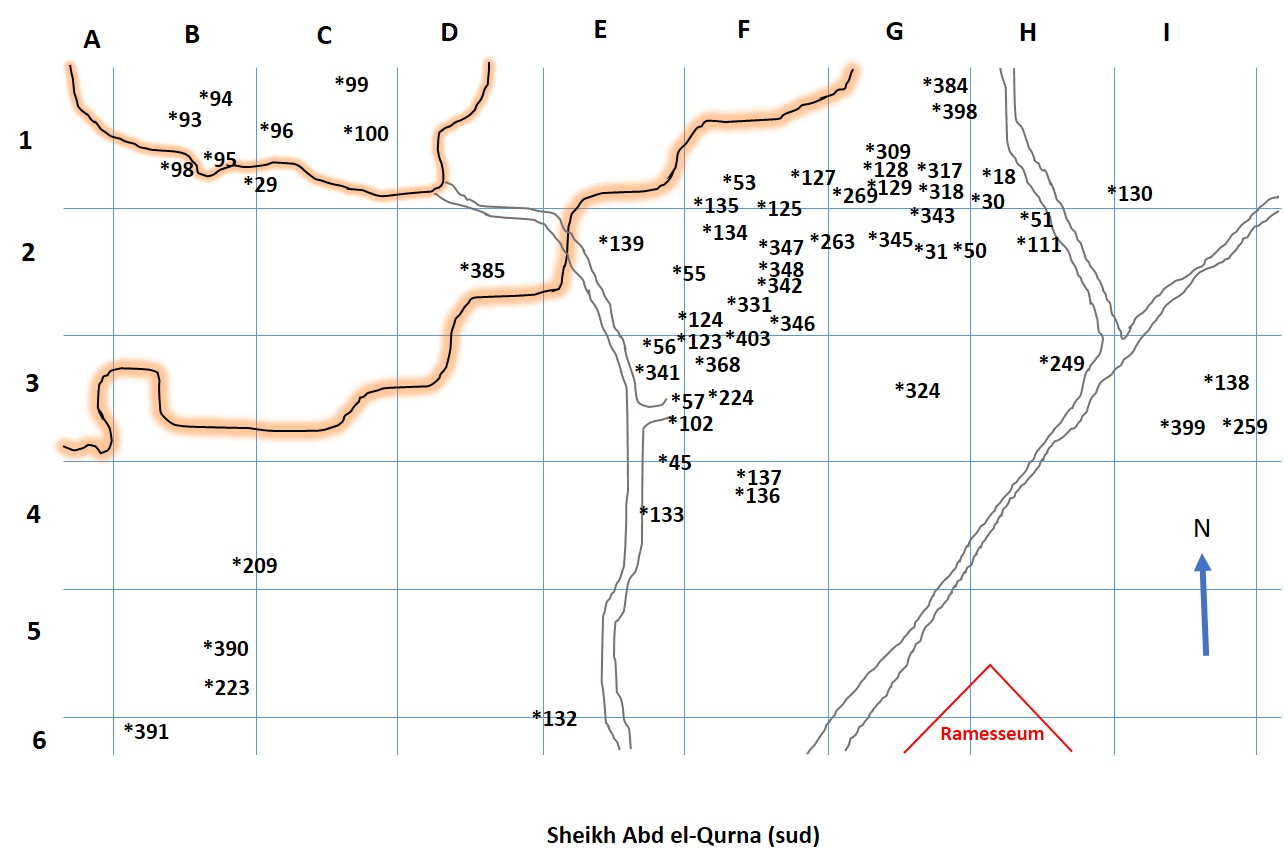
Planimetria schematica dell'area di Sheikh Abd el-Qurna (area sud) con l'indicazione delle Tombe dei Nobili presenti

La necropoli di Gurna (in arabo قرنة‎?, qurna) è un sito archeologico dell'Egitto.

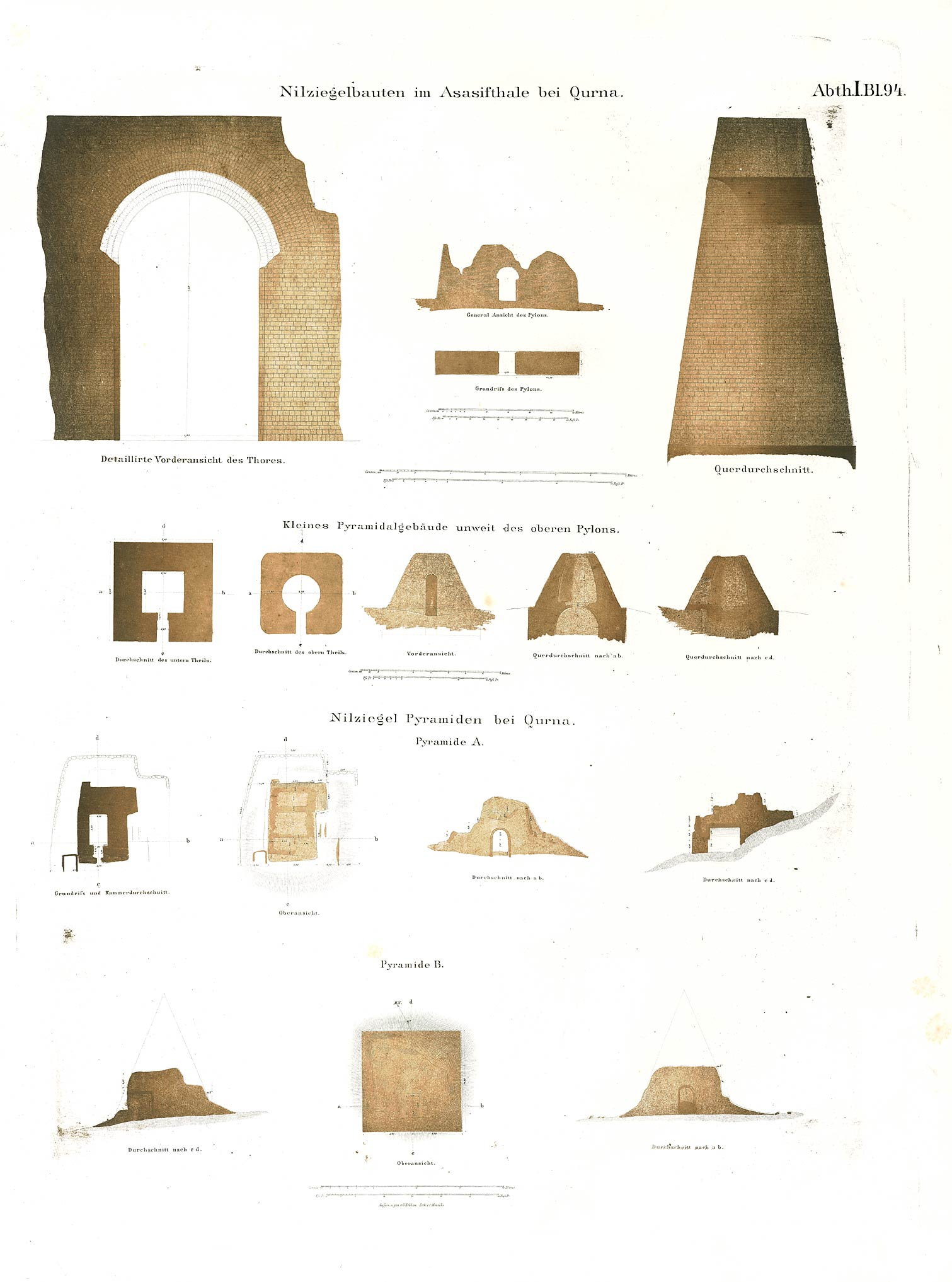
L'architettura delle tombe di Gurna nei disegni di Lepsius

Come numerose altre necropoli egiziane, il sito si trova sulla sponda occidentale del fiume Nilo, tra la Valle dei Re e i templi funerali della necropoli di Tebe. Le tombe di questa necropoli, che rientrano nel più vasto concetto di Tombe dei Nobili, sono scavate su un altopiano roccioso per proteggerle dalle piene annuali del Nilo. La necropoli si estende su diverse località: Dra Abu el-Naga, el-Khokha, el-Assasif, Deir el-Bahari, Qurnet Murai e Deir el-Medina.
Attraverso le decorazioni delle sue tombe, è possibile analizzare l'evoluzione dell'arte funeraria privata durante tutto il Nuovo Regno. Nelle vicinanze del sito si trova anche il tempio funerario di Seti I (noto anche come Tempio di Qurna), risalente al XIV secolo a.C., celebre per gli schemi di un gioco da tavolo ricavati nelle mattonelle di ceramica.

## Storia

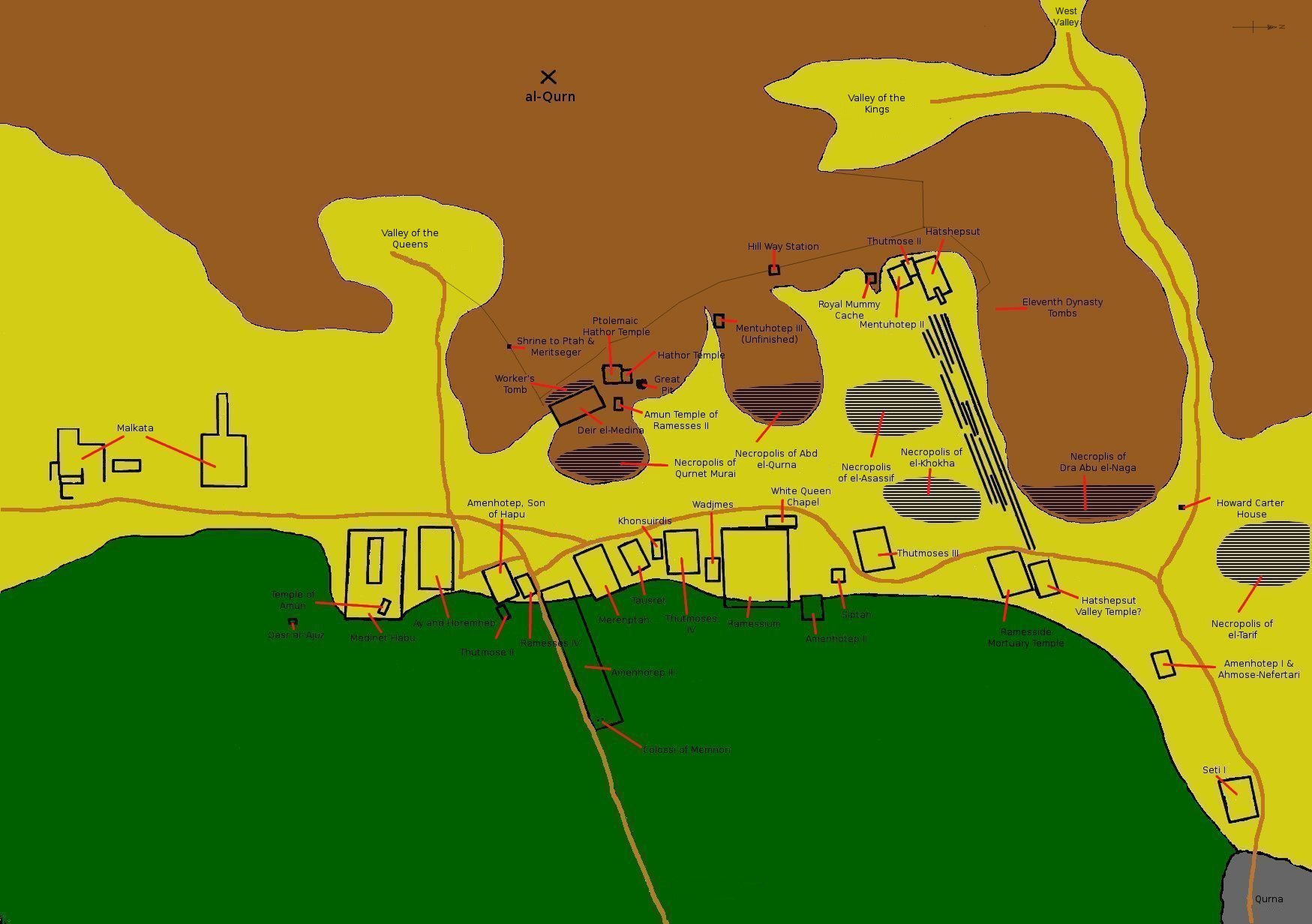
Mappa del sito archeologico di Gurna

Il primo sito della necropoli è noto come el-Tarif, dove sono state identificate alcune sepolture risalente ai periodi Naqada II e alla I dinastia. Durante la VI dinastia le sepolture vennero prevalentemente eseguite nell'area di el-Khokha, sia pur preferendo le vicinanze dei templi regali per tumulare i funzionari di alto rango e i membri della corte. Le sepolture diminuiscono durante il Medio Regno, mentre tornano ad aumentare nell'area durante il Nuovo Regno. La zona funeraria si sposta ancora durante la XXV e XXVI dinastia nel sito di el-Assasif, davanti al tempio di Deir el-Bahri: in questa nuova zona si trovano le tombe imponenti di Montuemhe (TT34), lunga 228 metri e comprensiva di 40 ambienti, e di Pabasa (TT279), sovrintendente del Tempio di Amon.

### XVIII dinastia
Nel Nuovo Regno i nobili preferiscono costruire le proprie sepolture in questa necropoli. Queste tombe hanno una planimetria simile, a forma di "T" rovesciata, composte da un cortile scavato nella roccia, una stanza trasversale, un corridoio e una sala conclusiva, dove erano poste alcune statue che accompagnavano il defunto; spesso erano previsti anche un pozzo sotterraneo, chiuso dopo la sepoltura; coni funerari erano utilizzati per decorare le facciate esterne delle tombe e per indicare il titolare della tomba, talvolta con una piccola piramide a incorniciare la struttura. Durante il regno di Thutmosi III (XVIII dinastia), le figure decorative appaiono molto formali, spesso con carattere arcaicizzante e con motivi simmetrici ripetuti.
Alla metà della dinastia, nell'epoca di Thutmosi IV, i temi rappresentati si evolvono verso immagini informali della vita quotidiana, molto colorate e con numerosi particolari. All'interno delle tombe gli artisti decoravano le pareti con affreschi di pregevole fattura, rappresentando scene della vita nell'aldilà e racconti della vita quotidiana dell'inumato, molto spesso un funzionario reale. Altre scene tipiche di queste tombe sono le processioni funerarie, il viaggio cerimoniale verso Abido e il banchetto per il funerale. Le tombe più celebri della necropoli, quella di Nakht (TT52), con dipinti murali di straordinaria produzione artistica, e di Mena (TT69), che si concentra sul tema del lavoro agricolo.
Con la fine del Nuovo Regno, gli ipogei spesso scavati in luoghi non idonei, ritornavano ad essere di piccole dimensioni mentre le decorazioni di carattere teologico e funerario erano eseguite da artisti che con vivace talento rendevano, sempre però in modo discontinuo, meno monotono lo stile severo delle raffigurazioni tornate a proporre antichi temi.

### XIX e XX dinastia
Nel periodo ramesside, in particolare durante la XIX e XX dinastia, le tombe private mostrano una planimetria simile alle precedenti, ma si diversificano i temi rappresentanti sulle pareti: diminuiscono le rappresentazioni della vita agricola, mentre aumentano i temi religiosi, come le raffigurazioni del Libro delle Porte e del Libro dei Morti. Al periodo ramesside risale la tomba di Userhat (TT51), che ospita anche la moglie e la madre del funzionario, decorata con colori vivaci e scene dettagliate. Nella TT311, attribuita a Khonsu, si presenta una scena molto rara: la processione della barca sacra fino al tempio di Armant. Infine la tomba di Irinufer (TT290) rappresenta per la prima volta le parrucche colorate come elemento simbolico della maturità. 

## Tombe della necropoli
La necropoli ospita 143 tombe specialmente della XVIII, XIX e XX dinastia; sono inoltre presenti tombe più antiche, risalenti alla XI e XII dinastia: 
- TT21	User	Scriba e amministratore del re Thutmose I
- TT22	Wah parzialmente usurpata da Meryamon	Portatore della coppa del re / Figlio maggiore del re
- TT23	Tjiay detto anche To	Segretario del re per la corrispondenza reale
- TT29	Amenemipet Pairy	Sindaco di Tebe
- TT30	Khonsmose	Funzionario del tesoro di Amon
- TT31	Khonsu Ta	Primo profeta di Thutmosi III
- TT38	Djeserkaraseneb	Funzionario dei granai di Amon
- TT41	Amenemipet Ipy	Primo amministratore del tempio di Amon
- TT42	Amenmose	Capitano dell'esercito e occhio del re nel Retenu
- TT43	Neferrenpet	Supervisore dei magazzini e capocuoco del Faraone
- TT44	Amenemheb	Prete puro dinnanzi ad Amon
- TT45	Djehuty, usurpata da Dhutemhab	Amministratore del primo profeta di Amon Mery / Capo dei fabbricanti di lino nel dominio di Amon
- TT46	Ramose	Funzionario ai granai
- TT50	Neferhotep	Padre del dio, Prete di Amon Ra
- TT51	Userhat Neferhebef	Primo Profeta dello spirito del re Thutmosi I
- TT52	Nakht	Astronomo di Amon
- TT53	Amenemhat	Amministratore del tempio di AMon
- TT54	Huy	Scultore del tempio di Amon
- TT55	Ramose (visir)	Visir
- TT56	Userhat	Figlio del Palazzo Interno (militare?)
- TT57	Khamhat Meh	Alto funzionario ai granai
- TT58	occupante iniziale (XVIII din.) sconosciuto; riutilizzata per Ameneminet	Scriba del tempio
- TT59	Qen	Primo Profeta della dea Mut di Asheru
- TT60	Senet	Madre del Visir Intefiqer
- TT61	User	Visir
- TT62	Amenemweskhet	Funzionario di palazzo
- TT63	Sobekhotep	Sindaco del Fayyum
- TT64	Heqaerneheh	Nutrice del figlio del re Amenhotep
- TT65	Nebamun poi riutilizzata per Imyseba	Supervisore ai granai / supervisore agli scribi di Amon
- TT66	Hepu	Visir
- TT67	Hapuseneb	Primo Profeta di AMon
- TT68	[Per?]-enkhnum poi riutilizzata per Nespaneferher	Sacerdote di Amon e Mut / Supervisore degli scribi di Amon
- TT69	Menena	Scriba dei campi del re
- TT70	occupante iniziale (XVIII din.) sconosciuto; riutilizzata per Ameneminet	Supervisore dei costruttori di sandali (?) nei domini di Amon
- TT71	Senenmut (realizzata, ma inutilizzata)	Capo degli amministratori; amministratore di Amon
- TT72	Ra	Primo Profeta di Amon nel tempio per il culto di Thutmosi III
- TT73	Amenhotep	Supervisore ai lavori e primo amministratore
- TT74	Tjenuny	Generale
- TT75	Amenhotep Sise	Secondo Profeta di Amon
- TT76	Tjenuna	Portatore di flabello alla destra del re
- TT77	Ptahemhat	Supervisore dei lavoratori nel dominio di Amon
- TT78	Horemheb	Scriba delle reclute; sovrintendente al bestiame sacro; capitano degli arcieri
- TT79	Menkheperraseneb	Supervisore ai granai del re
- TT80	Thutnefer	Supervisore al tesoro
- TT81	Ineni	Supervisore ai granai nel dominio di Amon
- TT82	Amenemhat	Contabile dei granai di Amon
- TT83	Aamtju Ahmose	Visir

- TT84	Iamunedjeh	Primo araldo del re
- TT85	Amenemheb Meh	Comandante di soldati
- TT86	Menkheperreseneb	Primo Profeta di Amon
- TT87	Minnakht	Supervisore dei granai
- TT88	Pehsukher Tjenenu	Flabellifero del re
- TT89	Amenmose	Amministratore della Città del Sud
- TT90	Nebamun	Capitano delle forze di polizia occidentale di Tebe
- TT91	Mery	Capitano delle truppe e supervisore della cavalleria
- TT92	Suemniut	Portatore della coppa del re
- TT93	Qenamun	Alto amministratore
- TT94	Ramose Amy	Primo araldo del re
- TT95	Mery	Alto prete di Amon
- TT96	Sennefer	Sindaco di Tebe
- TT97	Amenemhat	Alto prete di Amon
- TT98	Kaemheribsen	Terzo Profeta di Amon
- TT99	Sennefer	Tesoriere e supervisore ai sigilli reali
- TT101	Thanuro	Coppiere del re
- TT102	Imhotep	Scriba reale
- TT103	Dagi	Governatore della città e visir
- TT104	Tutnefer	Supervisore al tesoro
- TT105	Khaemopet	Sacerdote di Amon
- TT106 Paser	Visir e Primo Profeta di Amon
- TT107	Nefersekheru	Scriba reale nel Palazzo di Malqata
- TT108	Nebseni	Primo Profeta di Inherit (Onuris)
- TT109	Min	Sindaco di Tjeny (Thinis); Supervisore dei profeti di Onuris, Tutore di Amenhotep II
- TT110	Tutmosis	Coppiere del re; araldo del re
- TT111	Amenwahsu	Scriba del dominio di Amon; capo della casa di Amon; prete "wab" di Sekhmet; organizzatore delle feste degli dei
- TT112	Menkheperreseneb; successivamente Ashefytemwaset	Primo profeta di Amon
- TT113	Kynebu	Prete del tempio di re Thutmosi IV
- TT114	sconosciuto	Capo orafo nel dominio di Amon
- TT115	sconosciuto	-
- TT116	sconosciuto	-
- TT117	usurpata da Djemutefankh	Disegnatore della magione d'oro
- TT118	Amenmose	Portatore di flabello alla destra del re
- TT119	sconosciuto	-
- TT120	Anen	Secondo profeta di Amon, fratello della regina Tye
- TT121	Ahmose	Primo prete lettore[N 17] di Amon
- TT122	Amenemhat	Supervisore dell'area di produzione di Amon
- TT123	Amenemhat	Scriba; Supervisore dei granai; contatore dei pani
- TT124	Ray	Supervisore dei magazzini del faraone, amministratore del buon dio Thutmosi I
- TT125	Duauneheh	Primo araldo supervisore del dominio di Amon
- TT126	Hormose	Comandante in capo delle truppe del dominio di Amon
- TT127	Senemiah	Scriba reale, supervisore a tutte le piantagioni
- TT128	Pathenfy	Sindaco di Edfu e Tebe
- TT129	sconosciuto	-
- TT130	May	Responsabile del porto di Tebe
- TT131	Useramon, detto User	Visir
- TT132	Ramose	Grande scriba del re; supervisore dei tesorieri di Taharqa
- TT133	Neferronpet	Capo dei tessitori del Ramesseum
- TT134	Thauenany, detto anche Any	Sacerdote del Re Amenhotep che naviga sul mare di Amon
- TT135	Bakenamon	Sacerdote Wab dinanzi ad Amon

- TT136	sconosciuto	Scriba reale del Signore delle Due Terre
- TT137	Mose	Capo dei lavori del faraone per ogni monumento ad Amon
- TT138	Nedjemger	Supervisore ai giardini del Ramesseum
- TT139	Pairi	Sacerdote Wab dinanzi ad Amon; supervisore dei contadini di Amon
- TT249	Neferronpet	Fornitore di datteri del tempio di Amenhotep III
- TT100	Rekhmira	Visir
- TT170	Nebmehyt	Scriba delle reclute del Ramesseum nel dominio di Amon
- TT171	sconosciuto	-
- TT224	Ahmose, detto anche Humay	Supervisore dei possedimenti della Sposa del dio; Supervisore al doppio granaio della Sposa del dio Ahmose Nefertari
- TT225	sconosciuto (forse Amenemhat)	Primo Profeta di Hathor
- TT226	Hekareshu	Scriba reale; Supervisore alle balie del re
- TT227	sconosciuto	-
- TT228	Amenmose	Scriba del tesoro di Amon
- TT229	sconosciuto	-
- TT230	Men	Scriba delle truppe del faraone
- TT251	Amenmose	Scriba reale; Supervisore al bestiame di Amon; Supervisore ai magazzini di Amon
- TT252	Senimen	Amministratrice; Assistente della Sposa del dio
- TT259	Hori	Scriba di tutti i monumenti di Amon; Capo dei disegnatori nella casa dell'oro di Amon
- TT263	Piay	Scriba del granaio nel dominio di Amon; Scriba del Ramesseum
- TT269	sconosciuto	-
- TT280	Intef o Meketre	Capo amministratore; Cancelliere
- TT309	sconosciuto	-
- TT317	Tutnefer	Scriba contabile nell'angolo del granaio delle divine offerte di Amon
- TT318	Amenmose	Operaio della necropoli di Amon
- TT324	Hatiay	Supervisore di tutti i Profeti di tutti gli dei; Primo Profeta di Sobek
- TT331	Penne, detto anche Sunero	Primo Profeta di Monthu
- TT341	Nakhtamun	Responsabile dell'altare nel Remesseum
- TT342	Tutmosis	Primo Araldo reale
- TT343	Paheqamen, detto anche Benia	Sovrintendente ai lavori
- TT345	Amenhotep	Prete; il figlio più grande (primogenito) di Thutmosi I
- TT346	Amenhotep/Penra	Supervisore delle donne nel palazzo interno della Divina Adoratrice; Capo dei Medjay
- TT347	Hori	Scriba
- TT348	Na'amutnakht	Apritore della Casa d'Oro di Amon; Capo giardiniere del Ramesseum
- TT349	Tiay	Supervisore alle penne per uccelli
- TT350	sconosciuto	-
- TT352	sconosciuto	Supervisore al granaio di Amon
- TT367	Paser	Capo degli arcieri; figlio dell'harem reale; Compagno di Sua maestà
- TT368	Amenhotep, detto anche Huy	Supervisore degli scultori di Amon a Tebe
- TT384	Nebmehyt	Prete di Amon nel Ramesseum
- TT385	Hunefer	Sindaco di Tebe; SUpervisore al granaio delle divine offerte di Amon
- TT397	Nakht	Prete di Amon; SUpervisore del magazzino di Amon; primo figlio del re
- TT398	Kamose, detto anche Nentowaref	Figlio dell'harem reale
- TT399	sconosciuto	-
- TT399A	Penrennu	-
- TT400	sconosciuto	-

### Tombe "perdute"
È noto inoltre che la necropoli ospiti altre 13 tombe, risalenti alle stesse dinastie (una al Periodo Tardo), ma di queste si sono perse le tracce poiché non idoneamente identificate topograficamente. Le stesse, perciò, sono prive di specifica numerazione e contrassegnate dalla lettera "C" iniziale:
- C1	Amenhotep	Supervisore dei carpentieri
- C2	Amenemhat	Ufficiale
- C3	Amenhotep	Vice tesoriere
- C4	Merymaat	Prete puro della verità
- C5	sconosciuto	-
- C6	Ipy	Supervisore alle barche nel tempio di Thutmosi IV
- C7	Hormose	Comandante delle guardie del tesoro del Ramesseo
- C8	Nakht	Supervisore al pollame nel dominio di Amon
- C9	non considerata, oggi, come sepoltura a sé stante	-
- C10	Penrenenu	Scriba della tavola delle offerte
- C11	Nebseny	Supervisore agli orafi di Amon
- C12	Meh	Supervisore alle porte o al tesoro (?)
- C13	sconosciuto	-
- C14	Ankhefenthut Neferibraseneb	-